# Bio Forschung Austria
Bio Forschung Austria ist ein gemeinnütziges außeruniversitäres Forschungsinstitut, das Forschung zur Entwicklung und Verbesserung einer nachhaltigen und ökologischen Landwirtschaft betreibt. Bio Forschung Austria hat langjährige Erfahrung in der ökologischen Grundlagenforschung und der Umsetzung der Ergebnisse in die landwirtschaftliche Praxis.

## Ziele
Die Ziele sind:
- Verbesserung des Biolandbau mit Hilfe inter- und transdisziplinärer Forschung
- Umsetzung der Forschungsergebnisse in die Praxis, gemeinsam mit Landwirten
- Aufklärung der Konsumenten über die Vorteile des Bio-Landbaus
- Unterstützung der nachhaltigen Entwicklung der Stadt Wien

## Tätigkeiten
Schwerpunkte der Arbeit von Bio Forschung Austria sind Bodengesundheit und Humus, ökologischer Ackerbau und biologischer Pflanzenschutz, Kreislaufwirtschaft und Kompost, nachhaltige Ernährung, sowie Klima- und Naturschutz. Die Forschung ist praxisbezogen, die Forschungsergebnisse werden in enger Zusammenarbeit mit Landwirten erarbeitet und in Vorträgen, Seminaren und Feldtagen direkt an die landwirtschaftliche Praxis weitergegeben.
Die Homepage des Instituts bietet weiterführende Informationen über aktuelle Forschungsprojekte, Veranstaltungen und Bildungsangebote.

## Geschichte
Das Institut wurde 1980 als ‚Ludwig Boltzmann Institut für Biologischen Landbau und Angewandte Ökologie‘ gegründet. Die erste Aufgabe des Instituts bestand darin, Richtlinien für den Biolandbau in Österreich zu erstellen. 2006 wurde das Institut vom Verein Bio Forschung Austria übernommen und unter dem Namen Bio Forschung Austria weitergeführt. Die Stadt Wien – Klima, Forst- und Landwirtschaftsbetrieb unterstützt das Institut mit Leitungspersonal, Infrastruktur und Basisfinanzierung. Die Durchführung der Forschungsprojekte erfolgt überwiegend aus Drittmitteln.

### Entwicklung der Regelung für den biologischen Landbau
Im Jahr 1980 gab es in Österreich noch keine Regelungen für den biologischen Landbau und es mangelte an allgemein anerkannten wissenschaftlichen Grundlagen. Gemeinsam mit den Verbänden der biologisch wirtschaftenden Bauern Österreichs wurden Rahmenrichtlinien für den Biologischen Landbau ausgearbeitet, die sowohl von den biologisch-dynamischen als auch den organisch-biologischen Anbauverbänden akzeptiert wurden. Diese Rahmenrichtlinien bildeten die Basis für die Regelung für den Biolandbau im Österreichischen Lebensmittel-Codex, welche bis zum EU-Beitritt Österreichs 1995 die Grundlage für die Kontrolle des Biologischen Landbaus durch die Lebensmittelbehörden war. Auch die EU-Verordnung für den Ökologischen Landbau folgt der gleichen Grundsatzphilosophie wie die österreichische Regelung auf: Es werden die Art und Weise der Herstellung von landwirtschaftlichen Urprodukten und daraus hergestellter Folgeprodukte geregelt und nicht die Eigenschaften der Produkte.

## Biolandbau in Wien
Wien hat eine für eine Großstadt ungewöhnlich florierende Landwirtschaft: Runde 11 Prozent der Stadtfläche werden landwirtschaftlich genutzt. Von den Wiener Landwirtschaftsbetrieben werden vor allem Gemüse, Getreide, Wein und Obst angebaut. Der Wiener Stadtverwaltung ist die Produktion hochwertiger, gentechnikfreier Lebensmittel ein wichtiges Anliegen. Sie besitzt einen der größten Bio-Betriebe in Österreich, der von der Magistratsabteilung 49 – Klima, Forst- und Landwirtschaftsbetrieb bewirtschaftet wird. Bio Forschung Austria begleitete den Prozess der Bio-Umstellung der stadteigenen Landwirtschaftsflächen. Auch auf der Absatzseite engagiert sich die Stadt Wien. So gibt es in den städtischen Spitälern, Geriatriezentren, Ganztagsschulen, Kindergärten und Pensionistenwohnhäusern eine verpflichtenden Anteil an Bio-Lebensmitteln von >30 Prozent auf Wertbasis. In Kindergärten und Schulen sind heute sogar mehr als 50 % der Mahlzeiten biologisch. Im Jahr 2023 wurde Wien für ihr Marke „Wiener Gusto“ mit dem „EU Organic Award“ als „Beste Bio-Stadt“ ausgezeichnet.